# يوجينة بوليفية
يوجينة بوليفية (الاسم العلمي: Eugenia boliviana) هي نوع من النباتات تتبع جنس اليوجينة من فصيلة الآسية.